# Diphucephala pulcherrima
Diphucephala pulcherrima är en skalbaggsart som beskrevs av Blackburn 1906. Diphucephala pulcherrima ingår i släktet Diphucephala och familjen Melolonthidae. Inga underarter finns listade i Catalogue of Life.